# Rosa Pohjolainen
Rosa Pohjolainen (Hyvinkää, 20 luglio 2003) è una sciatrice alpina finlandese.

## Biografia
Sciatrice polivalente sorella di Jesper, a sua volta sciatore alpino, e attiva dall'ottobre del 2018, Rosa Pohjolainen ha esordito in Coppa Europa 12 dicembre 2020 in Valle Aurina/Klausberg in slalom speciale (23ª) e in Coppa del Mondo il 23 novembre 2019 a Levi nella medesima specialità, senza completare la prova; il 20 gennaio 2022 ha conquistato il primo podio in Coppa Europa, a Meiringen/Hasliberg sempre in slalom speciale (2ª), e ai successivi XXIV Giochi olimpici invernali di Pechino 2022, sua prima presenza olimpica, non ha completato lo slalom speciale. Ai Mondiali juniores di Alta Savoia 2024 ha conquistato la medaglia di bronzo nella discesa libera; non ha preso parte a rassegne iridate.

## Palmarès

### Festival olimpico della gioventù europea
- 1 medaglia:
  - 1 oro (slalom speciale a Vuokatti 2022)

### Mondiali juniores
- 1 medaglia:
  - 1 bronzo (discesa libera ad Alta Savoia 2024)

### Coppa del Mondo
- Miglior piazzamento in classifica generale: 100ª nel 2022

### Coppa Europa
- Miglior piazzamento in classifica generale: 41ª nel 2022
- 1 podio:
  - 1 secondo posto